# Ole Erik Tvedt
Ole Erik Tvedt ist ein ehemaliger norwegischer Skispringer.
In der Weltcup-Saison 1980/81 bestritt Tvedt insgesamt drei Springen im Skisprung-Weltcup. Dabei konnte er sowohl beim Skifliegen auf der Copper-Peak-Schanze in Ironwood als auch in seiner Heimat Bærum in die Punkteränge springen. Am Ende lag er mit insgesamt 12 gewonnenen Punkten gemeinsam mit Jim Maki und Stanisław Bobak auf Platz 52 der Weltcup-Gesamtwertung.